# Yukio Endō
Yukio Endō (jap. 遠藤幸雄 Endō Yukio; ur. 18 stycznia 1937 w Akicie, zm. 25 marca 2009 w Tokio) – japoński gimnastyk. Wielokrotny medalista olimpijski.
Na igrzyskach debiutował w Rzymie w 1960, ostatni raz wystąpił w Meksyku 8 lat później. Za każdym razem, podczas trzech startów, zdobywał medale (łącznie siedem). Japończycy w tamtym okresie zdominowali gimnastykę sportową, a Endō w 1964 zdobył złoty medal w wieloboju. Wielokrotnie zdobywał medale mistrzostw świata.
W 1999 został uhonorowany miejscem w Hall of Fame Gimnastyki.

## Starty olimpijskie
Rzym 1960
- drużyna – złoto

Tokio 1964
- wielobój, drużyna, poręcze – złoto
- ćwiczenia wolne – srebro

Meksyk 1968
- drużyna – złoto
- skok – srebro